# Markus Baldegger
Markus Baldegger (* 1947 in Altstätten) ist ein Schweizer Maler und Germanist.

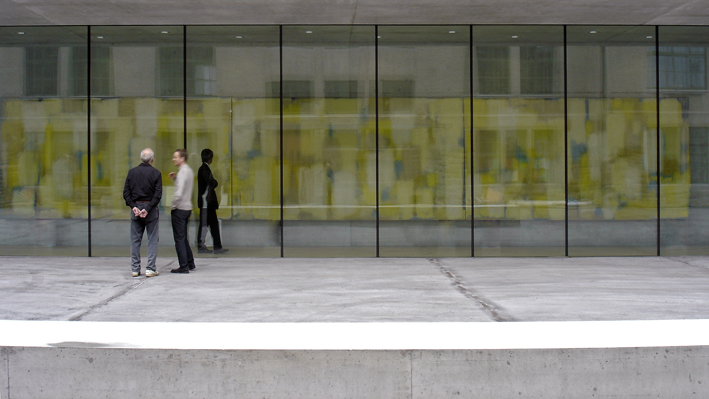
Markus Baldegger: Gemälde ohne Titel, Realschule Buchental 2006

## Leben und Werk
Markus Baldegger studierte von 1968 bis 1974 Germanistik und Geschichte an der Universität Freiburg (Schweiz) und der Universität Bonn. Anschliessend arbeitete er bis 1980 als Lektor an der Universität Freiburg und verfasste zusammen mit Martin Müller, Anton Näf und Günther Schneider das didaktische Grundlagenwerk «Kontaktschwelle – Deutsch als Fremdsprache». Von 1981 bis 1984 absolvierte Baldegger ein Studium der Malerei bei Franz Dank im Fachbereich Kunst und Design der Fachhochschule Köln (den ehemaligen Kölner Werkschulen). 1997 absolvierte er einen Studienaufenthalt in New York.
Baldeggers künstlerisches Schaffen erreichte in den 1980er Jahren mit einer fast monochromen Malerei einen ersten Höhepunkt. Eine besondere Bedeutung kommt in seinen Werken der Farbe Gelb zu. Immer wieder untersucht er die Möglichkeiten dieser für ihn zentralen Farbe. Ende der 1990er Jahre brach Baldegger die Fläche auf und setzte rhythmisch nebeneinander liegende Farbflecken. Aus dem Nebeneinander der im Licht changierenden Formen entsteht ein lichtes Gewebe und somit neue Möglichkeiten eine Farbe darzustellen.
Markus Baldegger lebt und arbeitet in Lontzen (Belgien) und Köln.

## Ausstellungen (Auswahl)

### Einzelausstellungen
- 1983 Galerie Engels, Köln (mit S. Schaffmeister)
- 1984 Galerie Art Forum, St. Gallen
- 1986 Galerie Wilkens & Jacobs, Köln | Galerie Art Forum, St. Gallen
- 1988 Galerie Weder, Basel | Galerie Fischer-Reinhart, Berlin
- 1989 Sieben Räume Bielefelder Kunstverein
- 1990 Galerie R22, Well (NL)
- 1991 Galerie Fischer-Reinhart, Berlin
- 1992 Galerie Steingraeber, Bayreuth | Galerie von Geymüller, Essen
- 1993 Galerie im Trudelhaus Baden, (mit P.Küng)
- 1994 Galerie Hofmatt, Sarnen | Raum für Originalgrafik, Alpnach | Koepkehaus und Galerie Steinkamp, Schwalenberg
- 1995 Kunstverein Synagoge Oerlinghausen
- 1996 Galerie von Geymüller, Essen | Galerie Silvia Steiner, Biel | Galerie Christian Schneeberger, St. Gallen
- 1997 Galerie Adlergasse Dresden, (mit T. Matauschek) | Weisse Galerie, Köln
- 1998 Bielefelder Kunstverein im Rütli | Galerie Pin, Bielefeld | Raum für Kunst, Aachen
- 1999 artothek Köln – Galerij S65, Aalst | Daniel-Pöppelmann-Haus, Herford | Siegerlandmuseum, Siegen
- 2000 Stadtmuseum Siegburg | Galerie Hofmatt, Sarnen
- 2001 Rechtsanwaltskammer, Hamm
- 2002 Galerie Geiger, Konstanz | Galerie Hofmatt, Sarnen
- 2003 Galerie Triangle Bleu, Stavelot
- 2005 Conny Dietzschold Gallery, Sydney, (mit J. Eaton)
- 2006 Triangle Blue Stavelot, (mit N. Joosen)
- 2007 Welche Farbe hat der Lenz: Bilder zu Büchners Lenz, Kreismuseum Heinsberg | 2007 Siegerlandmuseum, Siegen
- 2010 Galerie Triangle Bleu, Stavelot | Kunstverein Lippstadt
- 2011 Kunst aus Nordrhein-Westfalen, Aachen-Kornelimünster „TagNacht“
- 2012 ART Karlsruhe One Person Show mit Galerie Mäder, Basel
- 2013 Galerie Mäder, Basel, „für die Vögel“

### Ausstellungsbeteiligungen
- 1983 Rathaus der Stadt Köln
- 1985 Köln Kunst, Kunsthalle Köln, Köln
- 1986 Die Gegenwart der Farbe, Kunsthalle Bielefeld, Bielefeld
- 1988 Dialoge, Stadthalle Detmold – Köln Kunst, Kunsthalle Köln – Galerie Wilkens & Jacobs, Köln
- 1989 Galerie Weder, Basel – Höhe x Breite x Farbe, Aargauer Kunsthaus, Aargau
- 1990 Galerie Wilkens, Köln – Kornschütte, Luzern
- 1994 Galerie Nova, Pontresina – Union Forum, Goldach
- 1995 Daniel-Pöppelmann-Haus, Herford – Siegerlandmuseum, Siegen
- 1996 APC Galerie, Köln – Leonhardi-Museum, Köln
- 1998 Köln Kunst, Kunsthalle Köln
- 1999 La Razon para la Impression, Museo de Arte y Diseño Contemporáneo, San José – La Razon para la Impression, Museo de Arte Moderno Medellin, Medellín
- 2000 Galerij S65, Aalst
- 2002 Why Make Prints, Bendigo Art Gallery, Bendigo, Australien
- 2003 Farbecht, Ludwig Forum für Internationale Kunst, Aachen – Why Make Prints, The John Curtin Gallery, Perth
- 2005 15 Years of Conny Dietzschold Gallery, Conny Dietzschold Gallery, Sydney

## Publikationen (Auswahl)
- mit Martin Müller, Günther Schneider: Kontaktschwelle Deutsch als Fremdsprache, Hrsg.: Europarat, Rat für Kulturelle Zusammenarbeit (Hrsg.). Langenscheidt 1981, ISBN 3-468-49450-5.
- als Hrsg. mit Jörg Heikal: Otto Klein – Restaurator. Festschrift zum 90. Geburtstag von Otto Klein. Hanstein, Berlin/Köln 1994, ISBN 3-9802183-5-X,
- Licht & Zeit. Markus Baldegger un Karin Irshaid. Bildband. Hrsg.: Stefan Majetschak. Parerga, Düsseldorf 1997, ISBN 3-930450-20-8.
- Holzkassette mit 3 Triptychen je 50 × 105 cm, Lithografie. Edition Mäder, Basel/New York 1998.
- als Hrsg.: Franz Dank: Späte Bilder. Texte: Markus Baldegger, Reinhard Ermen. Parerga, Düsseldorf 1998, ISBN 3-930450-26-7.
- Theodor Helmert-Corvey (Hrsg.): La Vie. Karl Kerber, der Sammler, die Sammlung, Markus Baldegger und Gisela Burkamp, Erich Franz. Kerber Verlag, 2001, ISBN 978-3924639525.
- Welche Farbe hat der Lenz: Bilder zu Büchners Lenz. Hrsg. und Verlag: Sparkassen-Kunst-Stiftung, Heinsberg 2007.